# Municipio de Huntsville (Minnesota)
El municipio de Huntsville (en inglés: Huntsville Township) es un municipio ubicado en el condado de Polk en el estado estadounidense de Minnesota. En el año 2010 tenía una población de 464 habitantes y una densidad poblacional de 5,08 personas por km².

## Geografía
El municipio de Huntsville se encuentra ubicado en las coordenadas 47°53′23″N 96°55′56″O / 47.88972, -96.93222. Según la Oficina del Censo de los Estados Unidos, el municipio tiene una superficie total de 91.3 km², de la cual 90,74 km² corresponden a tierra firme y (0,61 %) 0,56 km² es agua.

## Demografía
Según el censo de 2010, había 464 personas residiendo en el municipio de Huntsville. La densidad de población era de 5,08 hab./km². De los 464 habitantes, el municipio de Huntsville estaba compuesto por el 98,92 % blancos, el 0,22 % eran afroamericanos, el 0,65 % eran amerindios y el 0,22 % eran de una mezcla de razas. Del total de la población el 2,16 % eran hispanos o latinos de cualquier raza.